# Flandreau (Dakota del Sur)
Flandreau es una ciudad ubicada en el condado de Moody en el estado estadounidense de Dakota del Sur. En el Censo de 2010 tenía una población de 2.341 habitantes y una densidad poblacional de 469,3 personas por km².

## Geografía
Flandreau se encuentra ubicada en las coordenadas 44°2′49″N 96°35′53″O / 44.04694, -96.59806. Según la Oficina del Censo de los Estados Unidos, Flandreau tiene una superficie total de 4.99 km², de la cual 4.81 km² corresponden a tierra firme y (3.48%) 0.17 km² es agua.

## Demografía
Según el censo de 2010, había 2.341 personas residiendo en Flandreau. La densidad de población era de 469,3 hab./km². De los 2.341 habitantes, Flandreau estaba compuesto por el 64.25% blancos, el 0.47% eran afroamericanos, el 27.72% eran amerindios, el 2.26% eran asiáticos, el 0% eran isleños del Pacífico, el 1.45% eran de otras razas y el 3.84% pertenecían a dos o más razas. Del total de la población el 3.55% eran hispanos o latinos de cualquier raza.